# Kirchheim, Bas-Rhin

Kirchheim este o comună în departamentul Bas-Rhin, Franța. În 1 ianuarie 2022 avea o populație de 697 de locuitori.